# Cueva de San Miguel (Cuba)
Cueva de San Miguel es una cueva kárstica del norte del valle de Viñales en la cubana provincia de Pinar del Río a 2 km aproximadamente al norte de la más desarrollada turísticamente Cueva del Indio. En la entrada de la cueva hay un restaurante y bar.
En sus alrededores esta un impresionante acantilado que está dominado por estalactitas. En el pasado la cueva sirvió como refugio para los indígenas de la época precolombina, y en la época colonial como refugio de esclavos negros que se habían logrado fugar.